# 捷爾任斯基 (盧甘斯克州)
48°2′23″N 39°26′24″E / 48.03972°N 39.44000°E
柳比米夫卡（烏克蘭語：Люби́мівка），俄罗斯占领当局称为捷尔任斯基（烏克蘭語：Дзержи́нський），名义上由烏克蘭盧甘斯克州羅韋尼基區的羅韋尼基市鎮負責管轄，事实上为俄罗斯卢甘斯克人民共和国管辖。該鎮始建於1878年，面積13.40平方公里，海拔高度240米，2011年人口8,599，人口密度每平方公里641.72人。
2014年卢甘斯克人民共和国占领此地；2016年乌克兰政府计划将此地更名为柳比米夫卡，但由于未实际统治此地，更名无法施行。